# ایرینا توکماکووا
ایرینا توکماکووا (انگلیسی: Irina Tokmakova؛ ۳ مارس ۱۹۲۹ – ۵ آوریل ۲۰۱۸) مترجم، نویسنده کودکان، شاعر، نمایشنامه‌نویس، و نویسنده ارمنی‌تبار اهل روسیه بود.

## زندگی‌نامه
وی با نام اصلی ایرینا ارمنی: Իրինա Տոկմակովա در ۳ مارس ۱۹۲۹ در مسکو از والدینی به نام‌های پرژ کارپی مانوکیان ارمنی: Պերճ Կարպի Մանուկյան (۱۹۰۱–۱۹۶۵) و لیدیا دیلیگنسکایان ارمنی: Լիդիա Դիլիգենսկայան (۱۹۰۵–۱۹۸۵) به دنیا آمد . وی همچنین برنده جوایزی همچون جایزه دولتی فدراسیون روسیه شد. وی در ۵ آوریل ۲۰۱۸ در سن ۸۹ سالگی در مسکو درگذشت و در آرامستان ارامنه مسکو به خاک سپرده شد.